# Khilwa
 (juin 2009).
Si vous disposez d'ouvrages ou d'articles de référence ou si vous connaissez des sites web de qualité traitant du thème abordé ici, merci de compléter l'article en donnant les références utiles à sa vérifiabilité et en les liant à la section « Notes et références ».
La khilwa est une infraction au droit islamique consistant, pour un homme et une femme n'appartenant pas à la même famille immédiate, à se trouver seuls ensemble en privé. Dans certains pays appliquant la charia (Arabie saoudite, Iran), cette infraction est punie de peines allant de coups de fouet à de l'emprisonnement.